# Conferenza dei Ministri Presidenti di Monaco

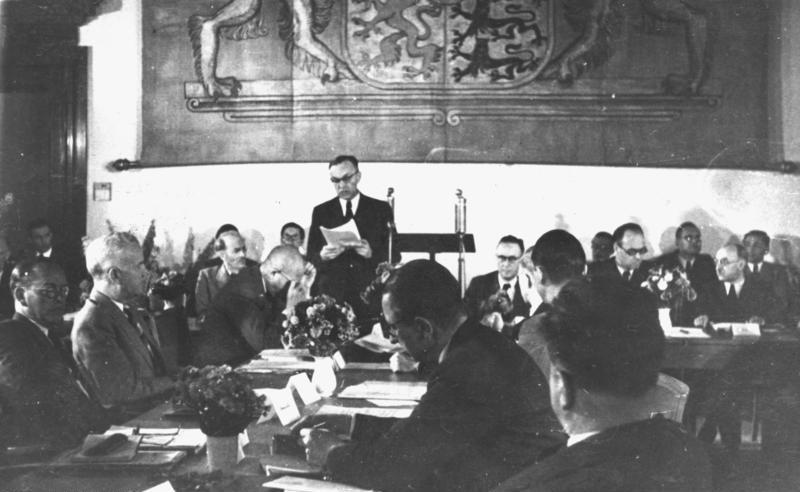
Il primo ministro bavarese Ehard durante il suo discorso alla conferenza

La conferenza dei Presidenti di Monaco fu un incontro che si tenne tra il 5 e il 6 giugno 1947 tra i Presidenti di tutti i Länder tedeschi o i loro rappresentanti. 
L'incontro fu organizzato da Hans Ehard, l'allora ministro presidente della Baviera. L’obiettivo della conferenza era la futura cooperazione tra i Länder. La prima forza d'occupazione ad essere avvisata furono gli Stati Uniti, in rappresentanza dei quali diede il suo consenso Lucius D. Clay il 6 maggio 1947. Il 7 maggio 1947 Hans Ehard inviò il telegramma di invito. 
L'SPD, in particolare Kurt Schumacher, si rifiutava di negoziare con il SED finché l'SPD sarebbe stata bandita nella SBZ (Zona d'occupazione sovietica) e l'esecutivo del partito avesse obbligato i primi ministri dell'SPD a parlare solo della situazione economica della Germania. Il governatore francese, dal canto suo, chiese ai primi ministri di non discutere di questioni politiche. Nel complesso, la conferenza si svolse fin dall'inizio in pessime condizioni.